# DA-DA
DA-DA（だだ）は、かつて松竹芸能で活動していた日本のお笑いコンビ。1989年8月結成、2009年11月21日解散。

## メンバー
- 春名 和昭（はるな かずあき、1971年4月29日（54歳） - ）ボケ担当
  - 兵庫県たつの市（旧新宮町）出身。血液型AB型。
  - 趣味は水撒き。春名の方がチョンマゲをかぶる時代劇コントが得意。
  - 後輩芸人を引き連れて「春名軍団」を組織する。ますだおかだ角パァ!では高田総統を模したコスチュームで出演。
  - コンビ解散後はピン芸人の活動を経て、2014年に芸能界引退。

- 植村 茂浩（うえむら しげひろ、1971年9月19日（53歳） - ）ツッコミ担当
  - 兵庫県たつの市（旧新宮町）出身。血液型O型。
  - 趣味はバスケットボール。
  - コンビ解散後は、元左ミドルの華井二等兵とのコンビ「モナコ大作戦」として活動。現在はピン芸人として活動中。

## 経歴
1989年8月コンビ結成。爆笑BOOINGでは5週勝ち抜きチャンピオンとなり、グランドチャンピオン大会へ進出。
松竹の中でも若手扱いだがシンデレラエキスプレスと共に芸歴は20年を超えており、2005年のM-1グランプリには音楽グループの「珍獣王国」のメンバー・山下純一と3人で「だだぐるま」として出場した。2009年のキングオブコントでは準決勝へと進出。
2009年11月21日をもって解散した際には本人たちのブログのほか、同じ事務所のよゐこ有野晋哉のブログでも報告された。
解散後もそれぞれ松竹芸能に残って活動。春名はピン芸人として活動を始め、植村は2011年6月に元左ミドルの華井二等兵と「モナコ大作戦」を結成。
春名は2014年に芸能界を引退したが、植村は現在も松竹芸能所属のピン芸人として活動中。

## 出演番組

### DA-DAとして
- 爆笑BOOING（関西テレビ）- 5週勝ち抜きチャンピオン
- Mars TV（フジテレビ）
- 爆笑オンエアバトル （NHK総合）戦績1勝6敗 最高421KB（これはオフエアの記録で、オンエアは381KB）
  - 2000年12月9日放送回の大阪大会では、421KBながらも6位オフエアであった。この記録は当時のオフエア最高記録でもあった[1]。
  - 2003年9月19日放送回の大阪大会で、6回目の挑戦にて初オンエアを達成した。6回目の挑戦で初オンエアを獲得するのは彼らが初となる。
  - 7回中5回が大阪大会での挑戦であり、残る2回は東京収録だった。2003年11月7日放送回の東京収録では117KBと自己最低を記録してしまった。
- ますだおかだ角パァ!（朝日放送）
- 上方演芸ホール（NHK大阪）
- くるくるドカン〜新しい波を探して〜（フジテレビ）
- カツ玉ドン!（サンテレビジョン）
- お笑い青田ガリッ!（関西テレビ）
- エンタの天使（日本テレビ）- キャッチコピーは「関西系コント侍」
- わらいのちから（CATV系）
- 森脇健児の切磋たく丸!!(朝日放送)‐過去
- 森脇健児のサタデーミーティング（KBS京都）

### 解散後

#### 現行出演番組
- 「ぶらばん。」(姫路ケーブルテレビ、植村がメインMCを務める。相方の華井もリポーターとして出演中。)
- 「京都ふらりー」(KBS京都、植村(不定期出演))
- 「おかえりなさ～い」(福井テレビ、植村『うーちゃんの町内遺産』コーナー出演中)

## CM
- きらきらアフロin武道館2007DVD　（アテレコ）